# ۲۹ (عدد)
۲۹ به حروف بیست و نه یک عدد طبیعی است که بعد از ۲۸ و قبل از ۳۰ قرار دارد.